# 수산 호이케
수산 호이케(Susan Hoecke, 1981년 7월 23일 ~ )는 독일의 배우, 모델이다. 2000 미스 월드 독일 대표 참가자이다.